# Kontiolahti
Kontiolahti es un municipio en la región de Karelia del Norte en Finlandia. Está 20 kilómetros al norte de Joensuu a orillas del lago Höytiäinen. Su nombre significa "bahía del oso".
En 2022, el municipio tenía una población de 15 154 habitantes, de los que algo más de tres mil vivían en la capital municipal, Kontiolahden kirkonkylä.
La parroquia de Kontiolahti existe desde 1783. El municipio fue fundado en 1873. Los pueblos más importantes del municipio son Kohntiolahti y Lehmo. Dentro de su territorio se encuentran además los pueblos de: Herajärvi, Iiksi, Jakokoski, Kontioniemi, Kulho, Kunnasniemi, Mönni, Onttola, Paihola, Puntarikoski, Pyytivaara, Rantakylä-Romppala, Selkie, Varparanta y Venejoki.
Kohntiolahti se beneficia de su cercanía a Joensuu, la ciudad más grande de Karelia del Norte. A diferencia de los demás municipios de la región, su población ha ido en aumento desde 1978. En 2006 la tasa de desempleo fue de 11,5%, un nivel bajo para la región. El principal empleador del municipio es el ejército finlandés que tiene una guarnición en Kontiolahti.
Internacionalmente Kontilahti es conocida sobre todo como una parada regular de la Copa del Mundo de Biatlón. Fue escenario del Campeonato Mundial de Biatlón de 1999.